# Святая Теописта
Теописта (Рим, I век – Рим, 20 сентября 120 года) — святая мученица Римская. День памяти — 20 сентября.
Святая Теописта , до крещения — Тициана, была римской мученицей во время правления Адриана.
Согласно Золотой легенде Якова Ворагинского, святая Тициана была женой Плациды, magister militum, участника гонений на христиан. Однажды Плакида преследовал оленя, и олень повернулся к нему, показывая между рогами крест, увенчанный фигурой Иисуса, сказавшего: "Плакида, почему ты преследуешь меня? Я Иисус, Которого ты почитаешь, того не ведая". Плакида вернулся домой и рассказал всё жене, которая сообщила ему, что в ту ночь у неё было видение, в котором незнакомец предсказывал ей, что на следующий день она поедет к нему со своим мужем. Плакида, его жена и двое их детей на следующий день пришли к епископу, обратились в веру и крестились. Затем Плакида получил имя Евстахий, жена его Тициана — имя Теописта, а сыновья — имена Теопист и Агапита (или Агапий).
Император Адриан арестовал их как христиан и приговорил к смертной казни. Они были подвергнуты пыткам и, таинственным образом спасенные от боёв в Колизея, 20 сентября 120 года все они погибли, поджаренные внутри фаларидского быка.
По словам историка Анри Делайе , Евстахий и Теописта никогда не существовали, но были результатом народных легенд того времени. В качестве доказательства своей теории,  он цитирует отсутствие упоминаний о двух святых до V века и тот факт, что ни Depositio martyrum, ни Martyrologio geronimian не говорят о Евстахии и Теописте.